# 사카모토 다케히사
사카모토 다케히사(일본어: 坂本 武久, 1971년 8월 26일 ~ )는 일본의 전 축구 선수이다.

## 구단 경력
과거 방포레 고후에서 활동하였다.